# Nayarit
Nayarit is een deelstaat in het westen van Mexico. De staat heeft een oppervlakte van 26.979 km² en 1.235.456 inwoners (2020). Nayarit grenst aan Sinaloa, Zacetacas, Durango en Jalisco. Ten westen van de staat ligt de Grote Oceaan. Nayarit heeft een kustlijn van 289 kilometer. De Islas Marías, een eilandengroep, maken ook deel uit van Nayarit. De hoofdstad van de staat is Tepic.
Volgens sommige onderzoekers bevindt Aztlan, de legendarische plaats waar de Azteken vandaan zeiden te komen, zich in Nayarit. In 1885 splitste Nayarit zich als "territorium van Tepic" af van Jalisco. In 1917 werd het tot staat verheven.

## Gemeenten
Nayarit bestaat uit 20 gemeenten, zie lijst van gemeenten van Nayarit.